# Malcolm-Jamal Warner
Malcolm-Jamal Warner (Jersey City, 18 de agosto de 1970 – Limón, 20 de julho de 2025) foi um ator, músico e poeta norte-americano. Ele ganhou destaque por seu papel como Theodore Huxtable na sitcom da NBC "The Cosby Show" (1984–1992), o que lhe rendeu uma indicação ao Emmy de Melhor Ator Coadjuvante em Série de Comédia no 38º Primetime Emmy Awards. Também era conhecido por seus papéis como Malcolm McGee na sitcom "Malcolm & Eddie" (1996–2000), Dr. Alex Reed na sitcom "Reed Between the Lines" (2011, 2015), Julius Rowe em "Suits" (2016–2017) e Dr. AJ Austin no drama médico "The Resident" (2018–2023).
Em 2015, Warner recebeu um Grammy Award de Melhor Performance Tradicional de R&B pela canção "Jesus Children", junto com o Robert Glasper Experiment e Lalah Hathaway.

Em julho de 2025, Warner morreu, aos 54 anos, por afogamento no mar na província de Limón, na Costa Rica, após ser pego por uma forte correnteza.